# Moukrine ben Abdelaziz Al Saoud
 (novembre 2014).
Si vous disposez d'ouvrages ou d'articles de référence ou si vous connaissez des sites web de qualité traitant du thème abordé ici, merci de compléter l'article en donnant les références utiles à sa vérifiabilité et en les liant à la section « Notes et références ».
Titre
Prince héritier d'Arabie saoudite
Premier vice-Premier ministre saoudien
23 janvier – 29 avril 2015
(3 mois et 6 jours)
Moukrine ben Abdelaziz Al Saoud (مقرن بن عبدالعزيز آل سعود), né le 15 septembre 1945 à Riyad, est un membre de la dynastie saoudienne, prince héritier et vice-Premier ministre d'Arabie saoudite du 23 janvier au 29 avril 2015.

## Biographie

### Famille et études
Moukrine ben Abdelaziz  est le 35e et plus jeune fils survivant du premier roi d'Arabie saoudite Ibn Séoud, fondateur de la dynastie saoudienne. Sa mère, d'origine yéménite, était Baraka el-Yemenia (en), 24e épouse d'Ibn Séoud.
Il a étudié au Riyadh Model Institute jusqu'en 1964 avant d'intégrer le Britain's RAF College de Cranwell et d'être diplômé en aéronautique. De 1970 à 1973, il est commandant du 2d escadron de l'armée de l'air, et en 1977 il est nommé adjoint au directeur des opérations aériennes de la force aérienne royale saoudienne.

### Carrière politique
En 1980, Moukrine ben Abdelaziz est nommé émir de la province de Haïl. 19 ans plus tard, en 1999, il est nommé émir de Médine.
Du 22 octobre 2005 au 19 juillet 2012, il est nommé directeur de l'agence des renseignements saoudiens Al Mukhabarat Al A'amah.
En juillet 2012, il est nommé conseiller spécial au roi. Le 1er février 2013, il est nommé deuxième vice-Premier ministre, puis prince héritier en second le 27 mars 2014. Cette nomination provoqua la surprise puisque par sa mère Moukrine est issue d'une lignée yéménite, ce qui, selon la coutume, le rendait inéligible.
Devenu prince héritier et vice-Premier ministre d'Arabie saoudite le 23 janvier 2015 à la mort de son demi-frère le roi Abdallah, il est cependant remplacé le 29 avril suivant à ces postes par son neveu, alors prince héritier en second, Mohammed ben Nayef.
Officiellement, Moukrine lui-même a demandé à « être relevé de ses fonctions de prince héritier ». C'est la première fois dans l'histoire de l'Arabie saoudite qu'un prince héritier est écarté de la succession.

### Vie privée
Moukrine ben Abdelaziz est marié à Abta bint Hamoud al-Rachid et a 14 enfants. Ses filles sont Mudahawi, Layla, Mishail, Abta, Nuf, Lamiya, Jawahir, et Sara, et ses fils Fahd, Abdul Aziz, Faysal, Turki, Mansur, et Bandur.